# Snowy River Road
Die Snowy River Road ist eine Verbindungsstraße im Nordosten des australischen Bundesstaates Victoria. Sie verbindet die Bruthen Buchan Road und die McKillops Road südlich von Wulgulmerang mit dem Barry Way in Willis an der Grenze zu New South Wales.

## Verlauf
Die Straße zweigt ca. 1,5 km südlich von Wulgulmerang von der Bruthen Buchan Road (C608) und der McKillops Road (C611) nach Nord-Nordosten ab. Sie führt durch die Siedlungen Wulgulmerang und Suggan Buggan. Bei letzterer überquert sie den Suggan Buggan River und wendet sich nach Nordosten.
Bei Willis erreicht sie den Snowy River und die Grenze nach New South Wales. Dort endet sie und wird durch den Barry Way nach Norden fortgesetzt.

## Straßenzustand
Die Snowy River Road ist unbefestigt und verläuft größtenteils durch den Alpine-Nationalpark. Wie ihre Fortsetzung, der Barry Way, ist sie sehr kurvig und bietet schöne Ausblicke auf den Snowy River und die ihn umgebenden Berge.
Da sie durch weitgehend unbesiedeltes Gebiet in den Australischen Alpen verläuft, ist mit intensiver Sonneneinstrahlung im Sommer und Sperrung wegen starker Schneefälle und Vereisung im Winter zu rechnen.